# Giulio Scapaticci

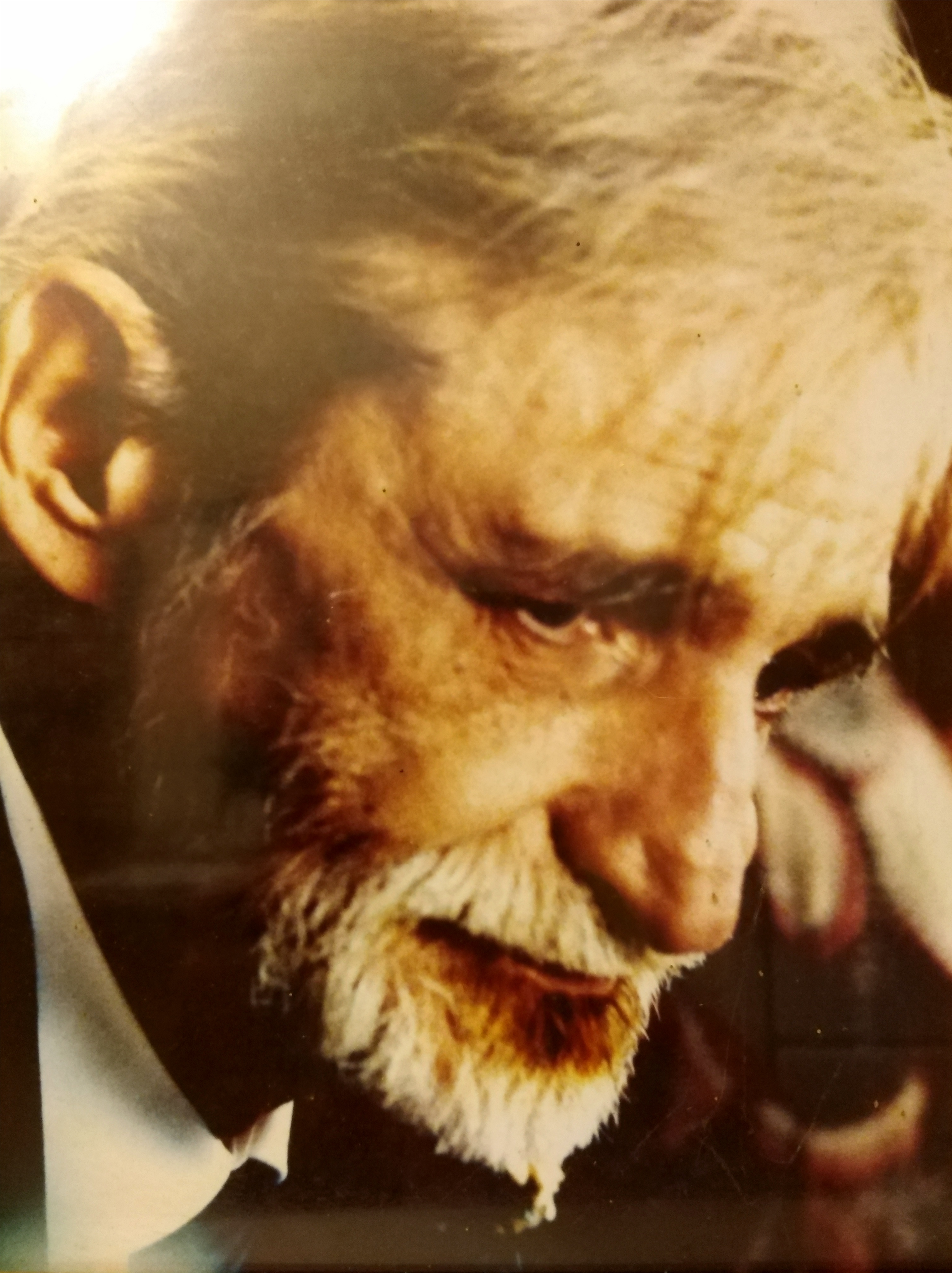
Il pittore Giulio Scapaticci nel 2002

Giulio Scapaticci (Milano, 27 maggio 1933 – Milano, 2006) è stato un pittore italiano.

## Biografia
Giulio Scapaticci è stato uno degli artisti di quella corrente pittorico-politica che a cavallo degli anni 50-60 fu definita “Realismo Esistenziale”. (Marco Valsecchi). Allievo di Aldo Carpi, dal 51 al 57, di cui stima la sensibilità artistica e la profonda onestà intellettuale, Scapaticci viene considerato uno dei pittori più lirici della sua generazione. Il percorso formativo personale arricchito dalla vita in comune con altri pittori di quella corrente di pensiero ne moltiplica la creatività e l'appartenenza. Considerato fin da subito un artista sensibile a tematiche esistenziali, sviluppa il suo percorso pittorico-creativo in immagini figurative di rara intensità emotiva. Numerose le sue esposizioni personali (che abbracciano quasi 50 anni di attività) e collettive e i suoi riconoscimenti sia in Italia che all'estero. L’artista comincia a dipingere la Milano degli anni 50 e 60 con le sue tipiche case di ringhiera, le finestre scrostate che si aprono su un paesaggio urbano dai colori cupi, le periferie industriali grigie e desolate, buoi squartati appesi a macellerie antiche e pesci appesi a chiodi. A metà degli anni 70, Scapaticci lascia Milano e si trasferisce nell’Oltrepò pavese. Qui in ambienti aperti, in immensi campi, la sua pittura si trasforma, travalica le precedenti esperienze introspettive scure e monocromatiche. Nei suoi quadri, ora, appare un mondo agreste fatto di tonalità più vive e luminose, luci che perforano la stessa tela: cascine, nature statiche, morte, insetti, fiumi, anse sabbiose riposanti. Dagli anni 80 in poi, rientrando a Milano, torna a dipingere con più dolorosa umanità, i suoi insetti si trasformano e si posano a ricoprire sensazioni di solitudine e silenzi volontari. Muri, farfalle, scarafaggi compongono un nuovo stare nel quale la precarietà fisica precede quella metafisica.
I segni tracciati sulle sue tele non sono semplicemente la fotografia di un mondo esterno, spesso avvertito come nemico, ma ricerca di un significato, forse una possibile rappresentazione tangibile del suo essere contro, significanti di una realtà intuitiva che riflette come uno specchio quella dei sensi. Ciò che è figurativo e formale, apparentemente semplice, si trasforma nell’informale delle emozioni e dei sentimenti, un erodere la superficie delle cose, un dialogo scarnificante e stupito tra anima ed arte orientato al sentire. Scapaticci amava ricordare che in un quadro c’è qualcosa che non vedi e mai vedrai, impossibile da catalogare, l’anima, lo spirito di rivalsa, l’intuizione del senso archetipo delle cose, la comunicazione di ferite personali. La libertà.
Tra i maggiori esponenti del realismo esistenziale insieme a Tino Vaglieri, Banchieri, Ceretti, Romagnoni, Ferroni, Guerreschi, e, in seguito, Cazzaniga, Luporini e Martinelli.
Molte delle sue opere si trovano in numerose collezioni italiane ed estere.
La sua prima mostra personale fu alla Galleria Bergamini a Milano nel 1957

## Caratteristiche
La pittura di Scapaticci rappresenta uno sguardo lirico, uno scatto meteforico nei gesti dell'espressione. Cantore di un mondo di periferia urbana, di umili oggetti quotidiani, immagini di cascine come sospese in un tempo indefinito, rive di fiumi e spiagge dove l'uomo non c'è e se c'è è sempre solo, in attesa, interni-esterni in cui la morbidezza dei toni cromatici evoca un sogno, un'atmosfera pacata e intimamente lirica. Di indole libertaria, Scapaticci ha attraversato la Milano degli anni 50 e 60, in cui l'arte era colonna portante. La Milano dei navigli, dei banditi, della lirica, delle nebbie fitte e invalicabili. Anni formidabili in cui gli artisti e le artiste si guardavano a vicenda per trasportare le fragilità sulla tela, sulla materia. L'arte Italiana guardava la Francia, la Germania e viceversa. Il bar Jamaica di Milano divenne il centro dell'arte milanese e non solo. A ridosso di Brera, questo locale fumoso e antico, era frequentato da pittori, poeti, scultori, cantanti lirici italiani e stranieri. Scapaticci era lì, con altri artisti, ed è lì che si sono sviluppate, attorno al vino e le sigarette, idee e intuizioni nella pittura, nella scultura, nella poesia.
La Milano metafisica di Giulio Scapaticci:
"In un quadro c’è qualcosa che non vedi e che mai vedrai, impossibile da definire: l’anima, l’intuizione del senso originale delle cose, l’espressione di ferite personali".
Così la pensava Giulio Scapaticci (1933-2006), il più poetico dei pittori che hanno raffigurato Milano, città metafisica negli anni ’50 e ’60, con le sue caratteristiche case di ringhiera, gli onirici paesaggi urbani dai colori tenebrosi, le periferie industriali fosche e desolate, campi e cascine senza tempo, umili oggetti quotidiani, ma anche immagini inquietanti di macellerie dove sono appesi quarti di bue e pesci, sospesi nel vuoto di un esistenzialismo sartriano. A questo artista dallo sguardo lirico capace di illuminare il presente con le più sottili memorie, l’Università Bocconi ha voluto dedicare una delicata mostra nel 2010.

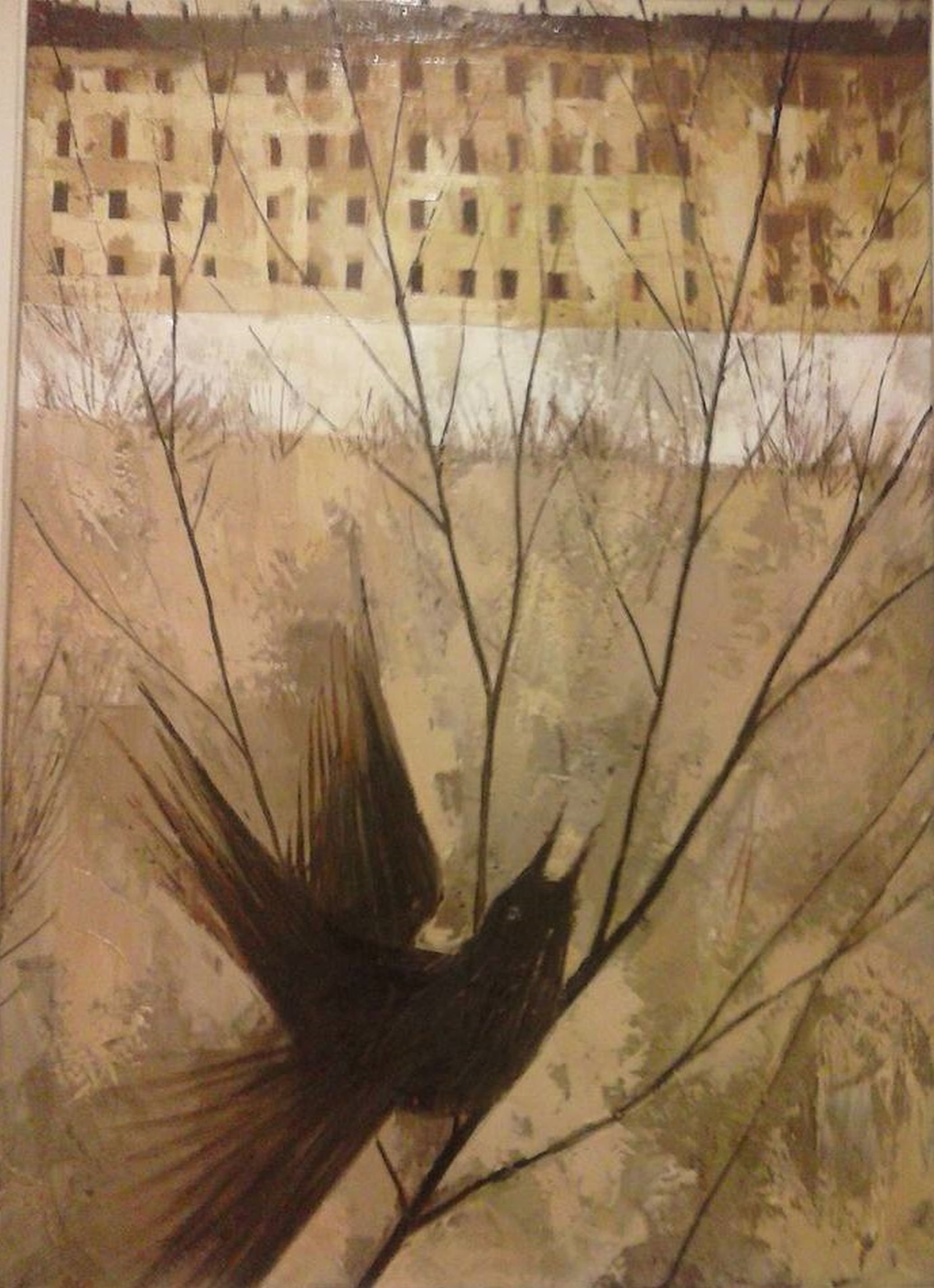
Corvo in inverno - olio su tela 1986

I suoi tratti di pennello non mirano alla mera riproduzione di una realtà esteriore, spesso percepita come ostile per il suo demoniaco potere di destrutturare la personalità umana, ma corrispondono alla ricerca di un senso, forse un tentativo di rappresentare concretamente la sua avversione al male della modernità che porta alienazione, solitudine, angoscia. Nella sua pittura ciò che apparentemente è figurativo e formale si tramuta nell’informale delle emozioni e dei sentimenti, un grattare la superficie delle cose, un dialogo essenziale tra spirito e materia, tra forma e sostanza, tra arte e vita. Per sentire di esistere, di essere una parte del tutto, di contribuire alla salvezza del mondo, nel suo piccolo.
Pubblico e critica hanno riscoperto la poetica grandezza di Scapaticci, riconoscendo che le sue sono sempre state immagini coerenti e affascinanti, efficaci nell’evocazione di ambienti e situazioni morali, stati d’animo tradotti in visioni di città fantastiche, come se fossero pagine di un amaro diario esistenziale. Si potrebbero anche paragonare a palcoscenici interiori allestiti sulla scorta dei ricordi e in virtù di una profonda sensibilità, così che questi sfondi vengono ad essere una snervata, inacerbita rielaborazione dei paesaggi dell’animo. Vi si riflettono in modo talvolta struggente i pensieri, i sentimenti, le speranze, le delusioni del pittore, che nei confronti dei suoi quadri si sente completamente responsabile come uomo oltre che come artista.
I colori di Scapaticci sono morbidi, le atmosfere spesso languide e malinconiche, le luci vive e vibranti.
Della sua arte è stato detto che è:
“Una lucida elegia, un lieve stupore, uno smarrimento di un tempo psicologico e poetico, di cui la pittura restituisce una traccia, un simbolo, una reliquia d’inconscio, il cielo di un ricordo” (Stefano Crespi)
“Un lirismo del disincanto” (Vittorio Sgarbi)
“Una testimonianza lirica inquieta” (Leonardo Borgese)
“Una musica interiore, una qualità visionaria nel dato reale, con accenti metafisici di sospensione e attesa” (Mario Lepore).
Giulio Scapaticci fu uno dei più significativi esponenti di quella corrente pittorico-politica che venne battezzata “realismo esistenziale” (di cui furono protagonisti anche Vaglieri, Banchieri, Ceretti, Romagnoni, Ferroni, Guerreschi e poi Cazzaniga, Luporini, Martinelli). Studente a Brera con il maestro Aldo Carpi, partecipò a svariate mostre. Dopo gli anni giovanili di cantore della “Milano lirica”, si trasferì nel Pavese negli anni ’70 per assaporare le rasserenanti suggestioni artistiche di un mondo ancora bucolico. Negli anni ’80 però decise di rientrare nel capoluogo lombardo, per dar voce all’afflitta umanità che lo innerva, con i suoi disagi e la sua solitudine, le sue disperazioni e i suoi sogni sofferti, trasognata e trasfigurata metaforicamente sulla tela in muri desolati e in banali insetti, che rendono subito l’idea di una precarietà fisica prima ancora che metafisica.
Un altro grande milanese (Carlo Emilio Gadda) affermava che “Il fatto in sé, l’oggetto in sé, non è che il morto corpo della realtà” e, qualche secolo prima, l’illuminato Voltaire aveva sentenziato che la metafisica “è il romanzo dello spirito”. Scapaticci dipingeva appunto “il morto corpo della realtà” per scrivere il “romanzo dello spirito”; anzi, la sua pura poesia.
(S. Sbolzani)